# Champ de gaz
Pour les articles homonymes, voir Gisement.

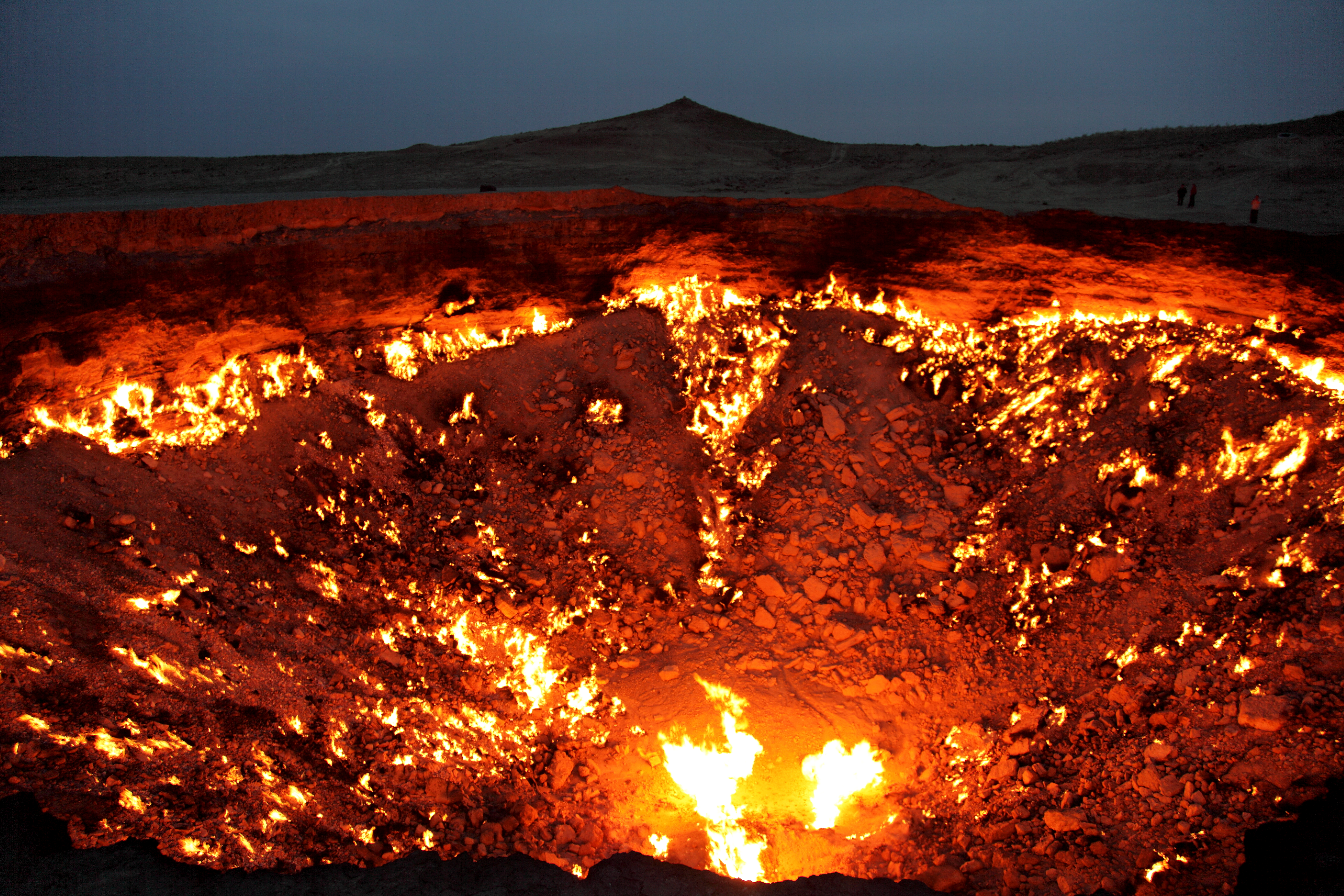
La « Porte de l'Enfer » à Darvaza dans le désert du Karakoum au Turkménistan, combustion continue d'un champ de gaz depuis 1971.

Un champ de gaz est un gisement d'hydrocarbures qui ne contient que du gaz naturel, et éventuellement un peu de condensat et non pas du pétrole. Les champs de gaz naturel sont composés à 90 % de méthane, 5 % de propane et 5 % d'autres gaz, notamment de butane. Plus de 60 % des GPL (pour Gaz de pétrole liquéfié) proviennent des champs de gaz naturel.

## Articles liés
Liste des pays par réserve de gaz naturel prouvée